# František Wolf (odbojář)

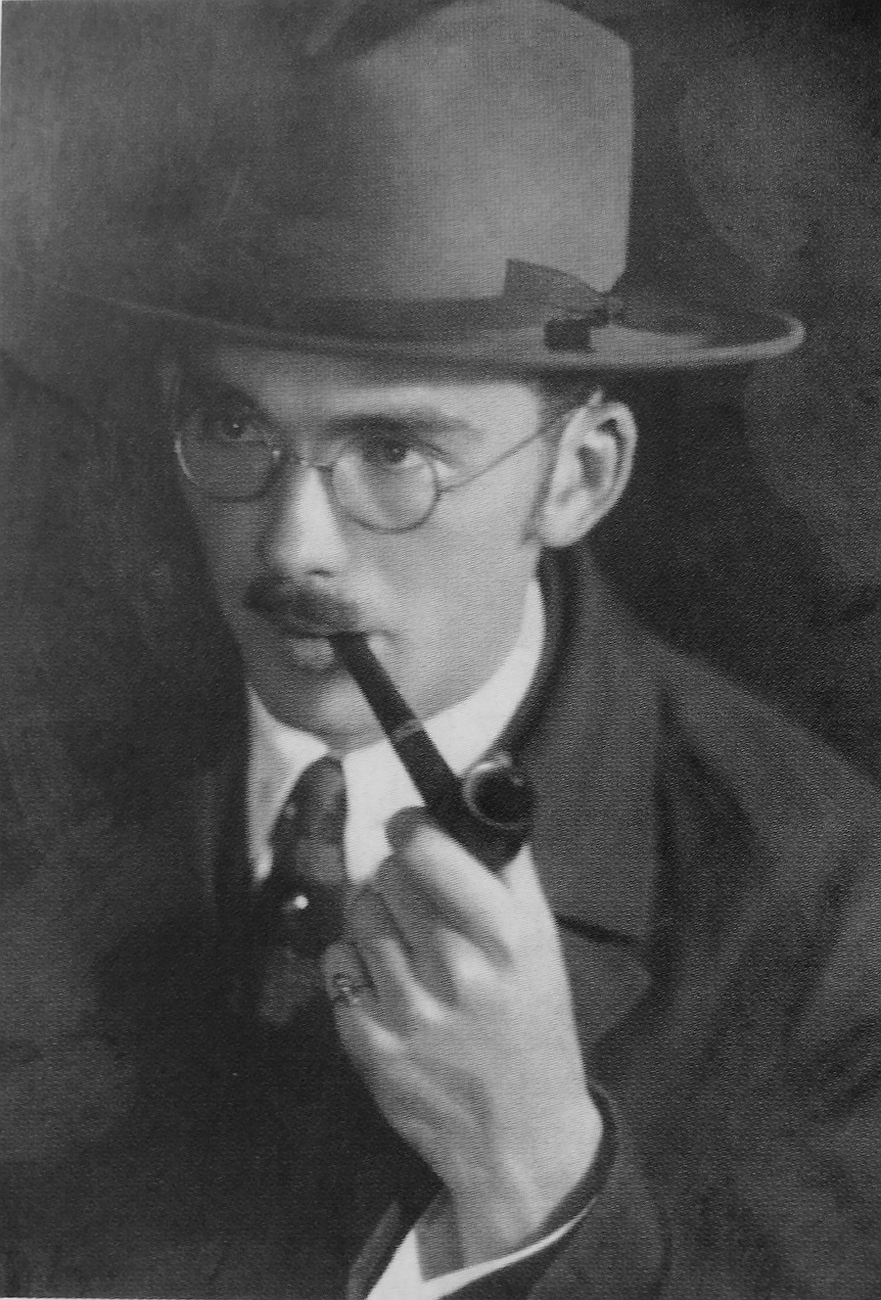
Jan Zelenka-Hajský s dýmkou

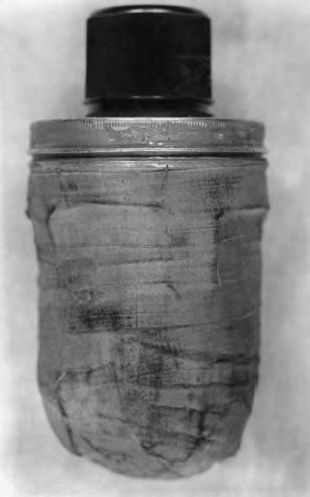
Zajištěná „bomba“ z místa atentátu na R. Heydricha

František Wolf byl za druhé světové války členem domácího protiněmeckého odboje. Patřil mezi těch několik málo podporovatelů parašutistů, kteří organizovali atentát na R. Heydricha a kteří druhou světovou válku přežili. Za protektorátu bydlel ve stejném činžovním domě jako Jan Zelenka-Hajský a Václav Růta.  

## Život
František Wolf byl za Protektorátu Čechy a Morava úředníkem na ředitelství drah v Praze. Bydlel se svojí manželkou na Žižkově na adrese Biskupcova 1837/4 (za protektorátu nesla ulice německý název Biskupec–Strasse), tedy ve stejném činžovním domě, kde v prvním patře bydlel s manželkou a synem Jan Zelenka-Hajský. (V tomtéž domě se nacházel i byt manželů Václava Růty a Marie Růtové.)

### Odbojová činnost
Dne 27. února 1942 byl František Wolf požádán svým sousedem Janem Zelenkou-Hajským o laskavost: Wolfovi měli ve svém bytě poskytnout ubytování na několik dní pro Jozefa Gabčíka a Jana Kubiše (oba operace Anthropoid). Parašutisté přebývali u Wolfů až do 11. března 1942 a poté odešli. Pokud bylo ale třeba, aby se setkali s Janem Zelenkou-Hajským, uskutečnila se tato konspirativní schůzka opět v bytě u Wolfů. U Wolfů byli krátkodobě ubytováni i parašutisté Josef Valčík (operace Silver A) a Josef Bublík (operace Bioscop) a v dubnu 1942 zde našel dočasný azyl i člen paravýsadku Tin Jaroslav Švarc. Jaroslav Švarc se na konci května 1942 do bytu Wolfových ještě jednou vrátil. Odsud pak odešel do krypty pravoslavného chrámu svatého Cyrila a Metoděje v Resslově ulici.

### Schůzka 28. května 1942
A byl to František Wolf, kdo na popud Jana Zelenky-Hajského sjednal ve svém bytě na 28. května 1942 schůzku Jaroslava Švarce a Jana Zelenky-Hajského s Františkem Šafaříkem, který byl zaměstnán na Pražském hradě a podával domácímu odboji detailní informace o pohybu zastupujícího říšského protektora Reinharda Heydricha na jeho každodenních cestách mezi Pražským hradem a Panenskými Břežany. Na schůzku k Wolfovým dorazil Jan Zelenka-Hajský 28. května 1942 kolem 16.00 hodiny, když už na něj čekal Jaroslav Švarc. Na schůzku se dostavil i Jan Kubiš.

### Předměty v úschově
Po další schůzce v sobotu 30. května 1942 František Wolf uschoval do bedny s pískem následující předměty: pumu (dostal ji od Jana Kubiše), injekční stříkačku (od Jana Zelenky-Hajského) a lahvičku s neznámou tekutinou (dal mu ji Jan Zelenka-Hajský).

### Po druhé světové válce
Po skončení druhé světové války všechny tyto tři předměty odevzdal František Wolf majoru Jaromíru Nechanskému na Ministerstvo národní obrany. Předměty se dochovaly a jsou uskladněny v depozitáři Vojenského historického ústavu Praha (VHÚ).
Kde se ukrývali, jsem nevěděl. V sobotu 30. května přišel ke mně Opálka, kterého jsem znal již z dřívějších schůzek. Zelenka se s ním radil o samotě delší dobu. Než odešli, dal mi Kubiš druhou pumu, kterou měl dosud u sebe, a přikázal mi, abych ji dobře schoval. Že si pro ni přijde. Ovšem toto se již nestalo. Potom pro mě nastalo opravdové peklo. Nastaly výslechy mé i mé manželky v Petschkově paláci, prohlídky v bytě. Pumu, injekční stříkačky ani jedy nenašli. Vše jsem po revoluci odevzdal MNO v oddělení škpt. Nechanského.
František Wolf, Vzpomínka po 2. sv. válce,